# Майдан-Вельки (Замойский повет)
Майдан-Вельки (пол. Majdan Wielki) — деревня в Замойском повете Люблинского воеводства Польши. Входит в состав гмины Краснобруд. Находится примерно в 20 км к югу от центра города Замосць. По данным переписи 2011 года, в деревне проживало 922 человека.
В 1975—1998 годах деревня входила в состав Замойского воеводства.

## Население
Демографическая структура по состоянию на 31 марта 2011 года:
|         | Всего | До трудоспособного возраста | Трудоспособного возраста | Старше трудоспособного возраста |
| ------- | ----- | --------------------------- | ------------------------ | ------------------------------- |
| Мужчины | 503   | 99                          | 330                      | 74                              |
| Женщины | 419   | 89                          | 216                      | 114                             |
| Всего   | 922   | 188                         | 546                      | 188                             |